# James Mason
James Neville Mason (Huddersfield, 15 de maig de 1909 - Lausana, 27 de juliol de 1984) fou un actor de teatre i cinema anglès. Dins de la generació d'actors britànics que van adquirir notorietat durant la Segona Guerra Mundial, James Mason va ser un dels més destacats. Es va fer conegut per la seva capacitat d'interpretar personatges tèrbols, de moral ambigua i/o turmentats, tot i que al llarg de la seva prolífica carrera va demostrar ser un actor sòlid i versàtil més enllà dels papers de Beau ténébreux de la seva joventut.

## Carrera
Mason va néixer a Huddersfield, Yorkshire, Regne Unit, el menor de tres germans. Els seus pares eren John i Mabel Mason. Mason no va estudiar art dramàtic: va cursar la carrera d'arquitectura a la Universitat de Cambridge però va participar en espectacles amateurs a la universitat. Més tard va decidir esdevenir un actor professional, treballant en un grup de repertori i més tard en companyies de teatre com l'Old Vic de Londres o el Gate Theatre de Dublín.

### Cinema
Des de 1935 fins a 1948 va participar en molts films dels anomenats «quota quickies» (films realitzats per cobrir una quota mínima de producció britànica segons l'establert per la Cinematograph Films Act de 1927). Durant la Segona Guerra Mundial va ser objector de consciència i esdevingué molt popular pels anti-herois pensarosos que va interpretar en una sèrie de melodrames produïts per Gainsborough Pictures, com ara The Man in Grey i The Wicked Lady. El 1949 va fer el seu primer film a Hollywood Caught, i a partir d'ací intervingué en nombrosos llargmetratges i programes de televisió.
La característica veu d'en Mason li va permetre interpretar dolents amenaçadors en la mateixa mesura que el seu aspecte atractiu li va permetre assolir papers protagonistes.Entre els seus molts papers trobem l'actor en declivi a A Star Is Born, un terrorista de l'IRA mortalment ferit a Odd Man Out, el general Rommel a The Desert Fox: The Story of Rommel, el capità Nemo a 20,000 Leagues Under the Sea, un refinat espia a Perseguit per la mort, el decidit científic explorador a Journey to the Center of the Earth i el professor Humbert a Lolita.
Va ser nomenat tres vegades als premis Oscar però mai en va guanyar cap.
A més d'actor, Mason també era un dibuixant i escriptor força reeixit. Mai va posar en pràctica els seus estudis d'arquitectura, tot i que ell i el seu amic, l'actor George Sanders, van especular mig de broma sobre la possibilitat d'associar-se per crear una empresa constructora per a senyores de mitjana edat sensibles als seus atractius.

### Vida privada
Mason es va casar el 1941 amb Pamela Kellino, filla del productor de la Gaumont British Studios Maurice Ostrer. La parella va tenir dos fills, una noia Portland, i un noi, Morgan, i es va divorciar el 1964. Mason es va tornar a casar el 1971 amb l'actriu Clarissa Kaye, amb qui va romandre casat fins a la seva mort.
Mason va morir d'un atac de cor el 27 de juliol de 1984 a Lausana, Suïssa.

## Filmografia
- Hatter's Castle (1941)
- Perfídia (The Man in Grey) (1943)
- Els avatars de la Fanny (Fanny by Gaslight) (1944)
- Candlelight in Algeria (1944)
- La dama malvada (The Wicked Lady) (1945)
- The Seventh Veil (1945)
- Llarga és la nit (Odd Man Out) (1947, dirigit per Carol Reed)
- Atrapada (Caught) (1949, dirigit per Max Ophüls)
- Madame Bovary (1949)
- The Reckless Moment (1949, dirigit per Max Ophüls)
- East Side, West Side (1949)
- Pandora and the Flying Dutchman (1951)
- The Desert Fox: The Story of Rommel (1951)
- Five Fingers (1952, dirigit per Joseph L. Mankiewicz)
- El presoner de Zenda (The Prisoner of Zenda) (1952)
- Julius Caesar (1953, dirigit per Joseph L. Mankiewicz)
- El príncep valent (Prince Valiant) (1954)
- A Star Is Born (1954, dirigit per George Cukor)
- 20,000 Leagues Under the Sea (1954)
- Bigger Than Life (1956, dirigit per Nicholas Ray)
- Cry Terror! (1958)
- A Touch of Larceny (1959)
- Perseguit per la mort (North By Northwest) (1959, dirigit per Alfred Hitchcock)
- Viatge al centre de la Terra (Journey to the Center of the Earth) (1959)
- The Trials of Oscar Wilde (1960)
- Lolita (1962)
- La caiguda de l'Imperi Romà (The Fall of the Roman Empire) (1964)
- The Pumpkin Eater  (1964)
- Los pianos mecánicos (1965)
- Lord Jim (1965)
- The Blue Max (1966)
- Georgy (Georgy Girl) (1966)
- Mayerling (1968)
- The Sea Gull (1968, dirigit per Sidney Lumet)
- L'edat d'estimar (Age of Consent) (1969)
- De part dels amics (Cold Sweat) (1970)
- L'home de Mackintosh (The MacKintosh Man) (1973)
- El contracte de Marsella (The Marseille Contract) (1974)
- Mandingo (1975)
- Autobiography of a Princess (1975, dirigit per James Ivory)
- El viatge dels maleïts (Voyage of the Damned) (1976)
- La creu de ferro (Cross of Iron) (1977)
- El cel pot esperar (Heaven Can Wait) (1978)
- Els nens del Brasil (The Boys from Brazil) (1978)
- Pas perillós (The Passage) (1979)
- Assassinat per decret (Murder by Decree) (1979)
- Mort sota el sol (Evil Under the Sun) (1982)
- Veredicte final (The Verdict) (1982)
- The Shooting Party (1985)
- The Assisi Underground (1985)

## Premis i nominacions
Premis
- 1955: Globus d'Or al millor actor musical o còmic per A Star Is Born

Nominacions
- 1955: Oscar al millor actor secundari per A Star Is Born
- 1963: Globus d'Or al millor actor dramàtic per Lolita
- 1963: BAFTA al millor actor per Lolita
- 1967: Oscar al millor actor secundari per Georgy Girl
- 1968: BAFTA al millor actor britànic per The Deadly Affair
- 1983: Oscar al millor actor secundari per Veredicte final
- 1983: Globus d'Or al millor actor secundari per Veredicte final